# Uriașul cel mititel
Uriașul cel mititel este un film românesc din 1974 regizat de Artin Badea.